# Stronger Than Dirt
Stronger Than Dirt — студійний альбом американської блюзової співачки Біг Мами Торнтон, випущений у 1969 році лейблом Mercury Records.
У 1969 році альбом посів 198-е місце в чарті The Billboard 200 журналу «Billboard».

## Список композицій
1. «Born Under a Bad Sign» (Букер Т. Джонс, Вільям Белл) — 3:40
2. «Hound Dog» (Джеррі Лібер, Майк Столлер) — 2:27
3. «Ball and Chain» (Віллі Мей Торнтон) — 4:30
4. «Summertime» (Джордж Гершвін) — 4:14
5. «Rollin' Stone» (Мадді Вотерс) — 3:55
6. «Let's Go Get Stoned» (Ніколас Ешфорд, Валері Сімпсон, Джо Армстед) — 4:25
7. «Funky Broadway» (Лестер Крістіан) — 4:18
8. «That Lucky Old Sun» (Біслі Сміт, Гейвен Гіллеспі) — 3:30
9. «Ain't Nothin' You Can Do» (Дедрік Мелоун, Джозеф Скотт) — 3:37
10. «I Shall Be Released» (Боб Ділан) — 4:34

## Учасники запису
- Біг Мама Торнтон — вокал
- Еверетт Майнор, Рене Голл — аранжування

Технічний персонал
- Ел Шмітт — продюсер
- Генк Сікало — інженер
- Джон Крейг — дизайн обкладинки
- Леонард Аронсон — текст обкладинки
- Данстен Перейра — усі фотографії

## Хіт-паради
Альбоми
| Рік  | Чарт              | Позиція |
| ---- | ----------------- | ------- |
| 1969 | The Billboard 200 | 198     |